# Red Entertainment
Red Entertainment Co. (RED Company, 株式会社レッド・エンタテインメント Kabushiki-gaisha Reddo Entateinmento?)  est une société japonaise de développement de jeux vidéo fondée en 1976 initialement sous le nom Red Co. (レッドカンパニー Reddo Kanpanī?). En 2011, la société est rachetée par UltiZen Games Limited.

## Jeux

### NEC

#### PC-Engine
- Gate of Thunder
- Lords of Thunder
- Série PC-Genjin (Bonk)
- Série Galaxy Fraulein Yuna
- Série Tengai Makyō (Far East of Eden)

### Nintendo

#### Super Nintendo
- Chou Mahou Tairiku WOZZ
- Kabuki Rocks
- The Twisted Tales of Spike McFang
- Far East of Eden Zero
- Super Bonk

#### Nintendo 64
- Robot Ponkottsu 64: Nanatsu no Umi no Caramel

#### GameCube
- Tengai Makyō II: Manjimaru (remake)
- DreamMix TV World Fighters (éditeur)

#### Wii
- Minon: Everyday Hero
- Sakura Wars: So Long, My Love

#### Nintendo DS
- Project Hacker
- Tengai Makyō II: Manjimaru (remake)
- Tsunde Tsumi Kiss
- Fossil Fighters
- Nostalgia
- Fossil Fighters: Champions

#### Nintendo 3DS
- Fire Emblem: Awakening
- Fossil Fighters: Frontier

### Sony

#### PlayStation
- Galaxy Fraulein Yuna 3: Final Edition
- Mitsumete Knight
- Thousand Arms

#### PlayStation 2
- Blood Will Tell
- Bujingai
- Gungrave
- Gungrave: Overdose (éditeur)
- Kidō Shinsengumi: Moeyo Ken
- Trigun: The Planet Gunsmoke
- Tengai Makyō II: Manjimaru (remake)
- DreamMix TV World Fighters (éditeur)
- Kita e: Diamond Dust + Kiss is Beginning
- Sakura Wars: So Long, My Love
- Sakura Taisen ~Atsuki Chishio ni~
- Scared Rider Xechs
- Shinsen-Gumi Gunrou-Den

#### PlayStation Portable
- Record or Agarest War: Mariage (Agarest Senki: Mariage)
- Tengai Makyou: Daiyon no Mokushiroku: The Apocalypse IV (remake)
- Jyusaengi Engetsu Sangokuden

#### PlayStation 3
- Record of Agarest War (Agarest Senki)
- Record of Agarest War Zero (Agarest Senki Zero)
- Record of Agarest War 2 (Agarest Senki 2)

### Microsoft

#### Xbox
- N.U.D.E.@ Natural Ultimate Digital Experiment

#### Xbox 360
- Record of Agarest War (Agarest Senki: Re-appearance)
- Record of Agarest War Zero (Agarest Senki Zero: Dawn of War)
- Record of Agarest War (Agarest Senki: Dawn hokuken)

### Sega
- Série Sakura Wars (Sakura Taisen)

#### Mega-CD
- Lords of Thunder

#### 32X
- Tempo

#### Game Gear
- Tempo Jr.

#### Saturn
- Galaxy Fraulein Yuna Remix
- Galaxy Fraulein Yuna 3
- Sakura Taisen
- Sakura Taisen 2 ~Kimi, Shinitamou koto Nakare~
- Sakura Taisen Teigeki Graph
- Super Tempo
- Tengai Makyou: Daiyon no Mokushiroku: The Apocalypse IV

#### Dreamcast
- Sakura Taisen 3 ~Pari wa Moeteiru ka~
- Sakura Taisen 4 ~Koi Seyo, Otome~

### PC
- Sakura Taisen Taishou Roman Gakuentan (jeu sur navigateur)
- Tengai Makyou JIPANG7 (jeu sur navigateur)